# Philomecyna leleupi
Philomecyna leleupi är en skalbaggsart som beskrevs av Stefan von Breuning 1975. Philomecyna leleupi ingår i släktet Philomecyna och familjen långhorningar. Inga underarter finns listade i Catalogue of Life.